# Remlingen (Nedersaksen)
Remlingen is een dorp en voormalige gemeente in de Duitse deelstaat Nedersaksen. De gemeente maakte deel uit van de Samtgemeinde Asse in het Landkreis Wolfenbüttel. Remlingen telt  inwoners. Op 1 november 2016 fuseerde Remlingen met de gemeente Semmenstedt tot de gemeente Remmingen-Semmenstedt.

## Kernen
De gemeente bestond uit de volgende kernen:
- Remlingen (1370 inwoners)
- Groß Biewende (372 inw)
- Klein Biewende (250 inw)